# Nifurtoinol
Nifurtoinol (rINN, tên thương mại Urfadyn) là một loại kháng sinh trị liệu nitrofuran được sử dụng trong điều trị nhiễm trùng đường tiết niệu.
Nó còn được gọi là "hydroxymethylnitrofurantoin".